# Roberto Boschetti
Roberto Boschetti (Modena, 1472 – San Cesario sul Panaro, 1529) è stato un condottiero italiano, conte di San Cesario.

## Biografia
Figlio di Albertino V Boschetti e di Diamante, figlia di Bartolomeo Castaldi, nacque a Modena nel 1472.
Dal 1492 al giugno 1494 fu in Puglia con il padre Albertino, luogotenente generale del re Ferdinando d'Aragona. Dopo l'avvento di Alfonso II d'Aragona, i Boschetti andarono a Mantova al servizio di Francesco Gonzaga.
Il 6 luglio 1495 Roberto combatté nella battaglia di Fornovo insieme ai veneziani comandati dal Gonzaga e poi contro i francesi nel Regno di Napoli. Nel 1498-1499 si arruolò nell'esercito fiorentino con a capo Paolo Vitelli, guerreggiando contro Pisa e Venezia. Nel 1500 partecipò al Giubileo a Roma con la madre, dama di compagnia della duchessa di Urbino Elisabetta Gonzaga, moglie di Guidobaldo da Montefeltro.
Nel 1502, insieme al padre e al fratello Sigismondo, fu al servizio del signore di Bologna Giovanni Bentivoglio. 
Il 24 aprile 1506 sposò Susanna Pico, figlia illegittima di Galeotto I Pico della Mirandola.
Dopo la decapitazione del padre a Ferrara, accusato di congiura contro il duca Alfonso e il cardinale Ippolito d'Este, furono confiscati tutti i beni della famiglia Boschetti, incluso il feudo di San Cesario sul Panaro.
Nel 1510 ottenne l'incarico di reggente della Mirandola da parte di Francesca Trivulzio, madre e tutrice di Galeotto II Pico della Mirandola. Nello stesso anno riottenne il feudo di San Cesario su disposizione di papa Giulio II, il quale poi mosse l'assedio alla Mirandola. Roberto Boschetti tentò inutilmente una trattativa con le truppe pontificie, rifiutato da Francesca Trivulzio, dovendo così difendere la città della Mirandola per oltre un mese. Riconquistata poi la Mirandola dai francesi di Gian Giacomo Trivulzio, Boschetti tornò ad essere luogotenente della piazzaforte.
Tra il 1513 e 1516 fu al servizio di Giuliano de' Medici, facendo da paciere nel 1514 a Modena tra Rangoni, Tassoni, Carandini e Fogliani, ambasciatore a Milano nella lega antifrancese. Al servizio di papa Leone X fu a Piacenza e combatté nella guerra di Urbino contro Francesco Maria Della Rovere. Fu poi inviato da Lorenzo de' Medici ad Ancona e a Roma per chiedere al Papa che restituisse Bologna ai Bentivoglio, senza esito. Ritornato ad Ancona, il 22 settembre 1517 fu nominato da Lorenzo de' Medici quale commissario generale pontificio, proprio vicario e governatore del ducato di Urbino e del vicariato di Mondovio.
Dopo la morte di Lorenzo de' Medici nel 1519, il ducato di Urbino venne annesso allo Stato Pontificio. Boschetti fu riconfermato nell'incarico. Il 18 aprile 1520 fu nominimato dal Papa, insieme ai fratelli Giangaleazzo e Gianfranco, conte del Sacro Palazzo apostolico e dell'Aula lateranense; venne altresì confermato il feudo di San Cesario e gli venne concessa la cittadinanza di Fano. 
Quando Francesco Maria Della Rovere invase il ducato, conquistando rapidamente Urbino, Camerino e Pesaro, Roberto Boschetti fu nominato governatore di Benevento.
Nel 1526 partecipò alla lega di Cognac nelle bande nere di Giovanni de' Medici, di cui guidò la ritirata a Parma dopo la morte del Medici nella battaglia di Borgoforte contro i lanzichenecchi. A Parma e Piacenza fu commissario pontificio di Clemente VII, ma dopo il sacco di Roma del 1527 Boschetti passò al servizio di Alfonso I d'Este.

## Discendenza
Il 24 aprile 1506 sposò Susanna Pico (?-24 novembre 1562), figlia illegittima di Galeotto I Pico della Mirandola, da cui ebbe i figli:
- Leona, sposò Nicolò Morano e in seconde nozze nel 1540 il cavaliere Sforza della Volta;
- Giovanni (*27 dicembre 1508)
- Girolamo (*17 marzo 1510)
- Cesario (21 dicembre 1516-?), sposò la contessa Violante Sartori, da cui ebbe tre figli, tra cui:
  - Baldassarre Camillo (*1542), ciambellano del re di Polonia, comandante della cavalleria veneta a Candia, colonnello governatore di Sebenico, generale delle genti pontificie, governatore di Avignone e del contado Venaissin;
  - Paolo Emilio (*1546), cavaliere di San Michele, ambasciatore alla corte dei Savoia e governatore di Brescello e della Garfagnana;
- Diamante
- Lodovico (?-1543), prevosto degli Umiliati a Pistoia;

Altri figli:
- Cesario Lodovico (*12 marzo 1508)